# Сантана-ду-Маньюасу
Сантана-ду-Маньюасу (порт. Santana do Manhuaçu) — муниципалитет в Бразилии, входит в штат Минас-Жерайс. Составная часть мезорегиона Зона-да-Мата. Входит в экономико-статистический микрорегион Маньюасу. Население составляет 8201 человек на 2006 год. Занимает площадь 346,964 км². Плотность населения — 23,6 чел./км².

## История
Город основан 1 января 1962 года.

## Статистика
- Валовой внутренний продукт на 2003 год составляет 23 179 378,00 реалов (данные: Бразильский институт географии и статистики).
- Валовой внутренний продукт на душу населения на 2003 год составляет 2763,73 реалов (данные: Бразильский институт географии и статистики).
- Индекс развития человеческого потенциала на 2000 год составляет 0,669 (данные: Программа развития ООН).

## География
Климат местности: горный тропический. В соответствии с классификацией Кёппена, климат относится к категории cwa.